# سیمون تاتام
سیمون تاتام (به انگلیسی: Simon Tatham) (زاده سوم مه ۱۹۷۷) یک برنامه‌نویس رایانه اهل انگلستان است که بیشتر به خاطر ایجاد کردن و نگه‌داری کردن از پروژه PuTTY شناخته می‌شود. PuTTY یک نرم‌افزار آزاد است. این برنامه، یک پیاده‌سازی از سرویس‌گیرنده‌های تلنت و اس‌اس‌اچ است که تحت سیستم‌عامل‌های یونیکس و مایکروسافت ویندوز اجرا شده و به همراه یک شبیه‌ساز ترمینال xterm عرضه می‌شود. او همین‌طور توسعه‌دهنده اولیه نتواید اسمبلر یا همان نسم بود. تاتام مقاله‌ای یا عنوان «چگونه به شکل موثری اشکالات را گزارش کنیم» which many software developers نوشته است که بسیاری از توسعه‌دهندگان نرم‌افزار، کاربران را قبل از گزارش کردن اشکالات به آنها، به خواندن آن مقاله ارجاع می‌دهند. تاتام از یک مجموعه محبوب از بازی‌های جورچینی یک نفره نگه‌داری می‌کند. تمام این بازی‌ها به صورت بومی بر روی نینتندو دی‌اس، سیمبیان ۳۶۰، یونیکس (جی‌تی‌کی+, آندروید, مک اواس ده) و ویندوز اجرا می‌شوند. او در دانشگاه کمبریج تحصیل کرده و هم‌اکنون در شرکت آرم لیمیتد مشغول به کار است.